# ŁaŁaŁaŁa
«ŁaŁaŁaŁa» — перший студійний альбом білоруського гурту «N.R.M.», який був випущений у 1995 році фірмою «Каўчэг» на касетах. У 2007 році перевиданий на CD.
Запис відбувся у приватній студії лідера гурту «ULIS» В'ячеслава Кореня, який мешкав на останньому поверху готелю «Агат» у Мінську.

## Композиції
1. «Biełyja lebiedzi»
2. «Nacyja»
3. «Daroha»
4. «Mituśnia»
5. «Nie chadzicie ŭ ciomny les» («Zombi»)
6. «Baćka»
7. «Traktar»
8. «Dzie toje słova?»
9. «Dajcie!»
10. «Byvaj!»
11. «Łałałała»
12. «Chali-hali»

## Склад
- Лявон Вольський: вокал, гітара, губна гармоніка
- Піт Павлов: гітара, вокал
- Юрась Левков: бас-гітара
- Олег Демидович: барабани